# Sangkan Joyo
Sangkan Joyo is een bestuurslaag in het regentschap Pekalongan van de provincie Midden-Java, Indonesië. Sangkan Joyo telt 1551 inwoners (volkstelling 2010).